# Las Umm ar-Rihan
Las Umm ar-Rihan (arab. ‏أم الريحان‎, hebr. ‏יער ריחן‎) – kompleks leśny o powierzchni ok. 6 tys. ha położony w północnej Palestynie, w muhafazie Dżanin, przy granicy z Izraelem. Największy naturalny las na Zachodnim Brzegu Jordanu, porośnięty przez gęstą roślinność śródziemnomorską, stanowiący siedlisko wielu gatunków ptaków wędrownych.
Od 1999 roku część lasu stanowi ostoję ptaków IBA Um Al-Rihan o powierzchni 2500 ha, zaś od 2012 roku las figuruje na palestyńskiej liście informacyjnej – liście obiektów, które Palestyna zamierza rozpatrzyć do zgłoszenia na listę światowego dziedzictwa UNESCO. Las Umm ar-Rihan może zostać wpisany na tę listę na podstawie kryterium przyrodniczego X.

## Charakterystyka

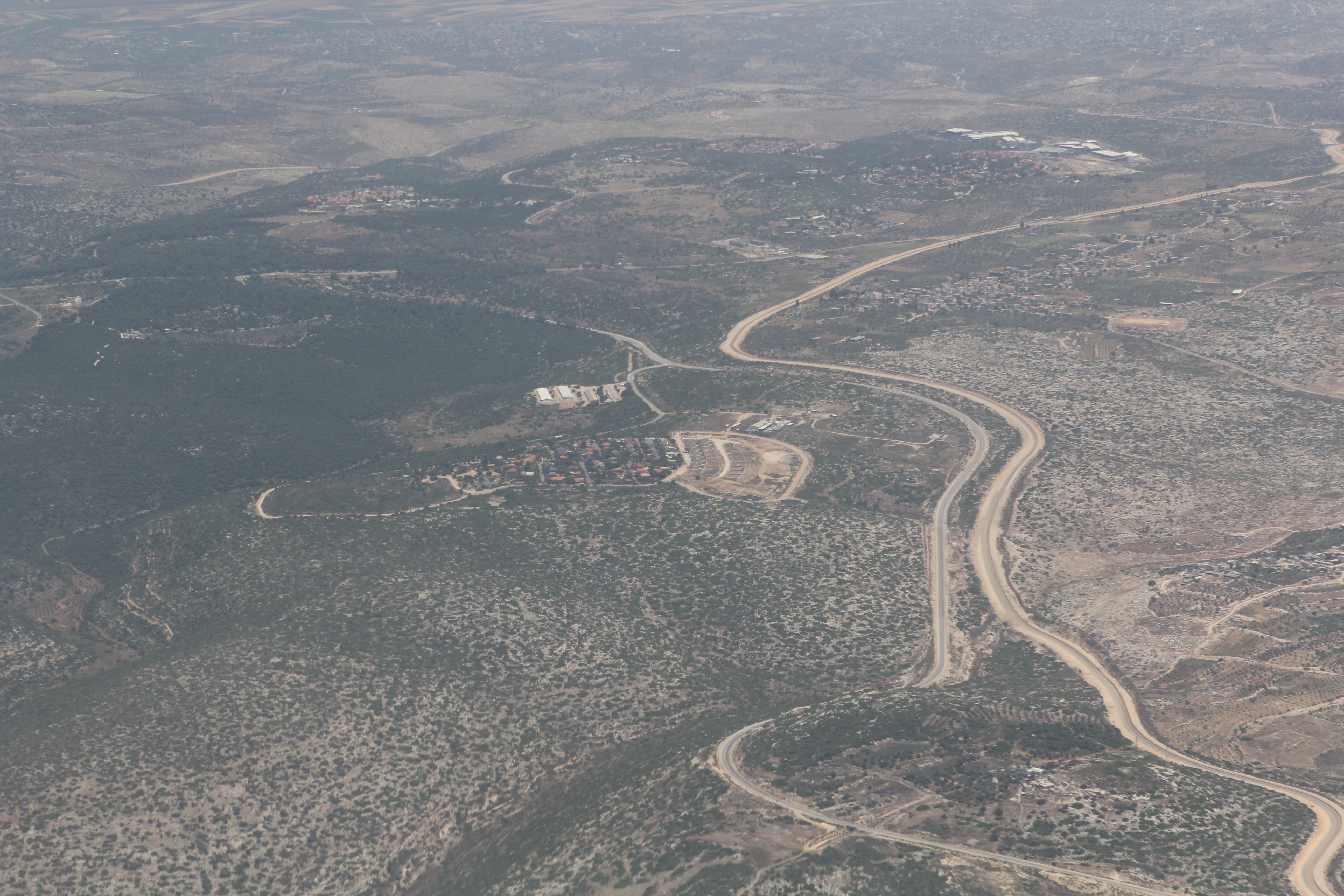
Okolice lasu Umm ar-Rihan z lotu ptaka – po lewej kompleks leśny, pośrodku moszaw Rechan, po prawej droga i mur bezpieczeństwa

Kompleks leśny Umm ar-Rihan znajduje się na wzgórzach w północno-zachodniej części muhafazy Dżanin, koło palestyńskiej wsi Umm ar-Rihan oraz żydowskiego moszawu Rechan, ok. 25 km na zachód od miasta Dżanin. W jego pobliżu przebiega granica izraelsko-palestyńska oraz mur bezpieczeństwa. Powierzchnia lasu wynosi ok. 60 tys. dunamów, czyli ok. 6 tys. hektarów, co czyni go największym obszarem leśnym na Zachodnim Brzegu, stanowiącym ok. 86% wszystkich lasów w tej części Palestyny. Teren lasu wznosi się na średnią wysokość 412 m n.p.m.
Do zagrożeń dla kompleksu leśnego zalicza się istnienie nielegalnych osiedli żydowskich w jego bezpośrednim sąsiedztwie, budowę nowych osiedli na obszarze chronionym, wypas bydła, dzikie wysypiska śmieci oraz wycinkę drzew na opał w okresie zimowym.

### Flora
Las znajduje się w regionie półprzybrzeżnym, oddalonym od wybrzeża Morza Śródziemnego o ok. 20 km. Porasta go różnorodna roślinność twardolistna, występuje tu m.in., dąb skalny (Quercus calliprinos), pistacja kleista (Pistacia lentiscus), pistacja terpentynowa (Pistacia terebinthus), karob (Ceratonia siliqua), a także tymianek (Thymus vulgaris) i szałwia (Salvia officinalis) oraz dzikie gatunki jęczmienia i pszenicy. Rośliny kwiatowe reprezentuje m.in. malwa figolistna (Alcea setosa), wilczomlecz Euphorbia hierosolymitana, czosnek neapolitański (Allium neapolitanum), żeleźniak żółty (Phlomis russeliana), zawilec wieńcowy (Anemone coronaria), chaber Centaurea cyanoides i chaber bławatek (Centaurea cyanus), storczyk trójzębny (Neotinea tridentata), morea Moraea sisyrinchium oraz mieczyk Gladiolus italicus.

### Fauna

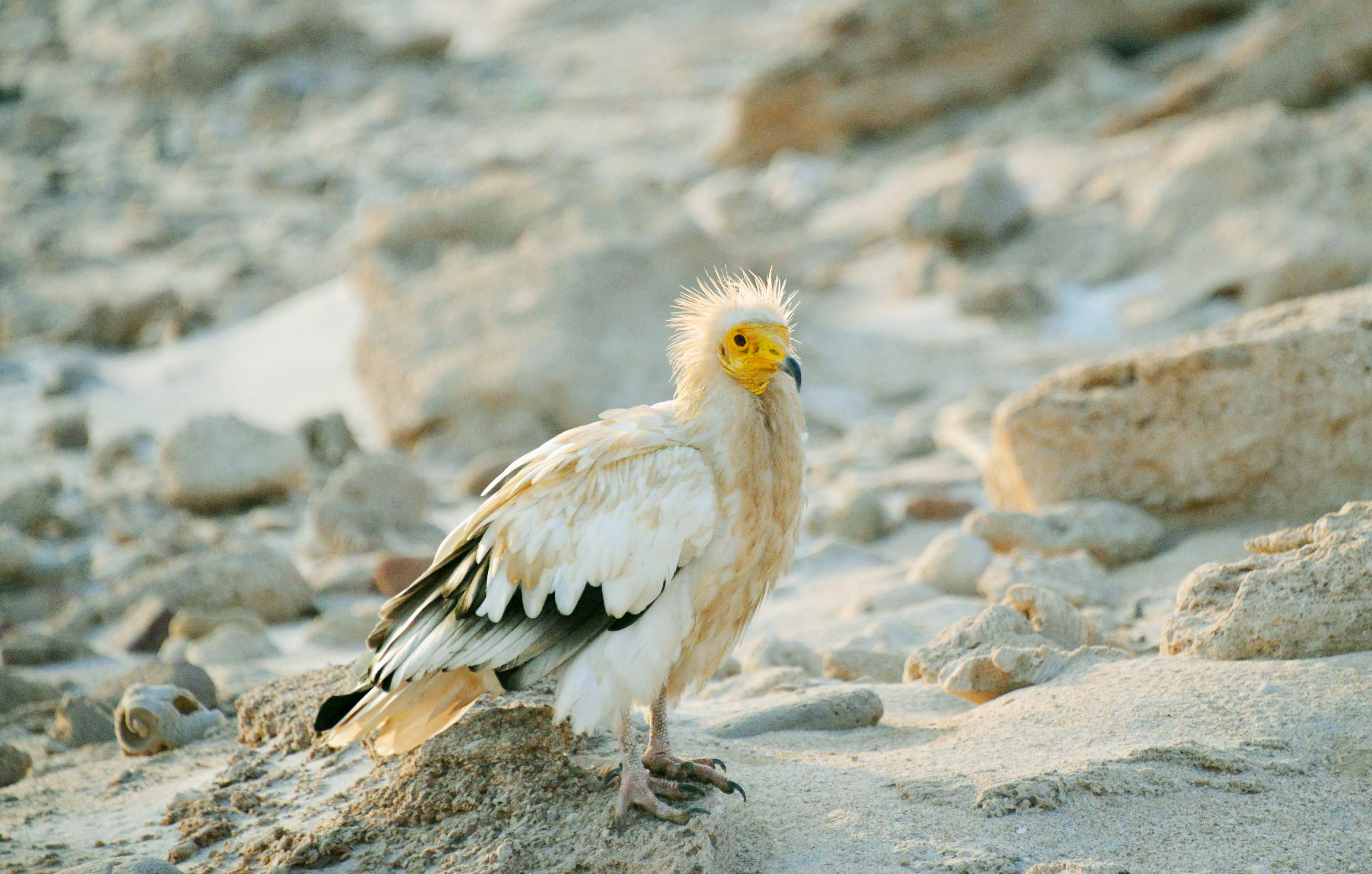
Ścierwnik w Jemenie (2020)

Las Umm ar-Rihan stanowi jeden z głównych obszarów występowania ptaków wędrownych na Zachodnim Brzegu. Tysiące osobników różnych gatunków przelatuje przez ten teren z północy na południe w kierunku gór w okolicach Nablusu i Jerozolimy oraz znad wybrzeża Morza Śródziemnego na obszary depresyjne nad Jordanem i Morzem Martwym. Do najważniejszych gatunków należą bocian biały (Ciconia ciconia), pustułeczka (Falco naumanni), trzmielojad (Pernis apivorus), a także zagrożony wyginięciem ścierwnik (Neophron percnopterus), który jednak występuje na terenie Palestyny przez cały rok, mając tu swój obszar lęgowy. Innymi przedstawicielami awifauny na terenie lasu są góropatwa azjatycka (Alectoris chukar), żuraw (Grus grus), rudzik (Erithacus rubecula), trznadel modrogłowy (Emberiza caesia), ortolan (Emberiza hortulana), gadożer (Circaetus gallicus), orzeł stepowy (Aquila nipalensis), bocian czarny (Ciconia nigra), kania czarna (Milvus migrans), kurhannik (Buteo rufinus) oraz kos (Turdus merula).
Gady reprezentuje żółw śródziemnomorski (Testudo graeca), kameleon pospolity (Chamaeleo chamaeleon) i hardun (Stellagama stellio), natomiast do ssaków występujących na terenie kompleksu leśnego Umm ar-Rihan należą wilk szary (Canis lupus) i lis rudy (Vulpes vulpes) oraz gazela górska (Gazella gazella), szakal złocisty (Canis aureus), jeżozwierz indyjski (Hystrix indica) i hiena pręgowana (Hyaena hyaena).